# 文京区立林町小学校
文京区立林町小学校（ぶんきょうくりつ はやしちょうしょうがっこう）は、東京都文京区千石2丁目にある公立小学校。

## 沿革
- 1910年（明治43年）
  - 6月1日 - 東京市小石川区林町44番地（現在の千石2丁目36番地）の元東洋殖民学校校舎及び敷地を購入。
  - 8月20日 - 東京市直営校となり、校名を東京市林町尋常小学校と制定。
  - 10月8日 - 東京市明化尋常小学校の児童の一部を収容し、入学式挙行。この日（10月8日）を学校創立記念日と定めた。
  - 12月18日 - 昼間働く子どものために夜学部を付設。
- 1912年（明治44年）
  - 3月25日 - 屋内体操場・小使室・物置・便所・校長住宅を増築落成。
  - 4月22日 - 付設夜学部を夜学校と改称。
- 1913年（大正2年）
  - 3月24日 - 第1回卒業式挙行。最初の卒業生は55名。
  - 3月31日 - 校舎増築。
  - 11月13日 - 「学校と家庭」第1号発行。
- 1915年（大正4年）5月 - 東京上野の大正博覧会場より泰山木とヒマラヤ杉を移植（泰山木は今も本校のシンボルとなっている）。
- 1916年（大正5年）
  - 5月1日 - 夜学校を林町尋常夜学校と改称。
  - 7月8日 - 本校に小石川少年団設立。
- 1918年（大正7年）5月15日 - 小学校卒業生を収容して修身、国語、家事・裁縫を教授する女子補修科を付設。
- 1919年（大正8年）3月1日 - 校旗贈呈式（櫻の徽章）。
- 1920年（大正9年）
  - 7月21日 - 児童図書室設置。
  - 9月13日 - 特別支援学級の草分けとなる促進学級を新設（日本における特殊教育の初め）。
- 1922年（大正11年）3月31日 - 東京初の鉄筋コンクリート校舎と屋内体操場及び便所を増設。
- 1925年（大正14年）6月22日 - 鉄筋コンクリート校舎増築（理科教室・理科準備室・手工室・手工準備室・裁縫室・便所）。
- 1926年（大正15年）4月1日 - 学校運営が、東京市から小石川区に移管。
- 1931年（昭和6年）3月31日 - 女子補修科廃止。
- 1940年（昭和15年）10月18日 - 創立30周年記念式典挙行。
- 1941年（昭和16年）
  - 4月1日 - 国民学校令により、東京市林町国民学校と改革。
  - 7月31日 - 林町少年団結成。
- 1942年（昭和17年）4月30日 - 木造校舎を防火建築に改造。
- 1943年（昭和18年）7月1日 - 東京府と東京市が統合した東京都発足（東京都制施行）により、東京都林町国民学校と校改称。
- 1944年（昭和19年）
  - 7月10日 - 貯水槽としてのプール完成。
  - 8月13日 - 戦局の悪化により、宮城県玉造郡鳴子町に学童集団疎開。
- 1945年（昭和20年）
  - 10月18日 - 終戦により、学童集団疎開が鳴子町より復帰。同日から、東洋高等女学校と駕籠町国民学校に同居。
  - 11月4日 - 本校校舎を小石川工業学校に貸与し、全校明化国民学校に移転。
- 1948年（昭和23年）4月1日 - 学制改革により、文京区立林町小学校と改称。後援会解散し、父母と先生の会を設置。
- 1949年（昭和24年）2月3日 - 明化小学校より本校舎に復帰。
- 1950年（昭和25年）10月18日 - 創立40周年記念式典挙行し、校歌を作成。
- 1951年（昭和26年）8月22日 - 文京区立第十中学校が、本校より転出。
- 1953年（昭和28年）12月8日 - 下水完成により、水洗便所改修工事竣工。
- 1954年（昭和29年）11月7日 - 校庭に水飲み場新設。
- 1955年（昭和30年）
  - 6月30日 - プール補修工事に合わせ、足洗い場・シャワー・洗眼用器を設置。
  - 8月 - 40周年記念にピアノ購入。鉄棒等新設。
- 1958年（昭和33年）
  - 8月22日 - 校内放送設備を新設。
  - 8月25日 - 屋内体操場を移転改装し、便所を新設。
- 1959年（昭和34年）
  - 6月1日 - 給食室を新設。
  - 11月15日 - 同窓会総会復活開催。
  - 11月16日 - 緑のおばさん（学童擁護主事）制度誕生。
- 1960年（昭和35年）
  - 2月27日 - 「父母と先生の会」をPTAと改称。
  - 10月18日 - 理科室の整備や運動施設を充実。
- 1961年（昭和36年）
  - 3月15日 - 創立50周年を記念し，児童用制帽を制定。講堂用緞帳幕一式完成。
  - 9月18日 - 木造校舎解体開始。明化小学校の4教室を借用し、分教場開設。
- 1962年（昭和37年）6月9日 - 新校舎第1次落成（9教室）。
- 1963年（昭和38年）5月8日 - 校舎改築第2期工事落成（木造から鉄筋コンクリート3階建に）新校舎へ移動。
  - 7月10日 - 全教室にテレビ設置（改築記念事業）。
- 1964年（昭和39年）9月24日 - 西校舎2階教室うち抜き図書室完成。
- 1965年（昭和40年）12月22日 - 正門に花壇を新設。
- 1966年（昭和41年）
  - 2月7日 - 創立55周年屋内体育館落成記念音楽会開催。
  - 12月24日 - 増築校舎竣工（普通教室，教具室・更衣室・ステージ付き音楽室・準備室）。
- 1967年（昭和42年）8月27日 - 大正11年建築の鉄筋校舎1棟撤去。校庭を拡張し舗装。
- 1970年（昭和45年）10月18日 - 校章旗掲揚台設置。校旗新調。正門前に池及び岩石園設置。
- 1971年（昭和46年）8月15日 - 大正14年建築の鉄筋3階建校舎撤去。
- 1972年（昭和47年）7月31日 - 鉄筋4階建校舎改築完成。
- 1973年（昭和48年）
  - 5月14日 - ひまわり学級開設。
  - 5月25日 - プール完成。
- 1974年（昭和49年）2月19日 - 校庭舗装工事完了（全天候型）。
- 1976年（昭和51年）
  - 8月4日 - 八ヶ岳林間学校開始。
  - 9月1日 - 事務室を1階に新設。
- 1977年（昭和52年）11月18日 - 給食室改築工事完了。
- 1979年（昭和54年）3月31日 - 教材池（校庭側）完成。
- 1980年（昭和55年）10月18日 - 開校70周年記念式典挙行し、記念行事開催。記念に「林町子どもの歌」作成。
- 1983年（昭和58年）
  - 7月21日 - 特別教室増築落成。新プール竣工。
  - 8月31日 - 校門及び校門周辺通路改修。飲用水配管全面交換。第2校舎窓枠取り替え。
  - 10月18日 - ひまわり学級10周年記念行事開催。
- 1985年（昭和60年）
  - 10月17日 - 開校75周年記念式典挙行し、記念行事開催。
  - 10月21日 - 屋上改修工事完了。
- 1987年（昭和62年）9月22日 - 中央校舎窓枠サッシに改修。外壁塗装。
- 1988年（昭和63年）8月31日 - 中央校舎3階内装工事。第2階段便所改修工事。
- 1989年（平成元年）
  - 9月30日 - 中央校舎内装・体育館改築工事完了。
- 1991年（平成3年）4月1日 - ワールドルーム設置。
- 1993年（平成5年）3月25日 - 還暦の卒業式（第33回生・32名）挙行。
- 1995年（平成7年）
  - 11月1日 - コンピュータ教室設置。
- 1996年（平成8年）9月17日 - 校庭舗装工事完了（人工芝砂入り舗装）。
- 1998年（平成10年）
  - 6月1日 - 相談室設置。カウンセラー駐在開始。
  - 10月31日 - 給食室（ドライシステム化）改修。調理主事室設置・放送室移転改修。
- 2000年（平成12年）
  - 7月20日 - 図書室（会議室）冷房・内装工事。
  - 8月31日 - 第3校舎校庭側と外壁改修及び内装工事。
- 2010年（平成22年）11月20日 - 開校100周年記念式典挙行し、校歴展開催。同窓会。記念誌発行。
- 2016年（平成28年）7月20日 - この日から10月31日まで、学校快適化工事（第1期）。
- 2017年（平成29年）7月20日 - この日の12月20日まで、学校快適化工事（第2期）。
- 2018年（平成30年）7月30日 - ブロック塀改修工事（第2期）。
- 2021年（令和3年）2月19日 - 110周年児童集会開催。

## 教育目標
- ○進んで学び合う子
- ○豊かな心をもつ子
- ○心身をきたえる子

## 通学区域
出典
- 白山2丁目（7番）
- 千石1丁目（4番・5番(1号～7号・10号(一部・一部は明化小学校の通学区域)・15号～18番)・6番(2号～16号・23号～38号)・7番）
- 千石2丁目（2番17号・7番～41番・42番(11号～24号)・43番・44番(1号・2号)）
- 千石3丁目（5番(1号を除く)・6番～9番・14番(5号・8号～10号・12号)・15番(2号～15号)・16番～41番）
- 千石4丁目（1番(1号～9号・21号～23号)・3番～35番・36番(1号～7号・18号～20号)）

## 進学先中学校
出典
公立中学校に進学する場合
- 文京区立第十中学校

## アクセス
- 都営地下鉄三田線千石駅（A4出口）から、徒歩8分。
- 東京メトロ丸ノ内線茗荷谷駅（春日通り方面出口）から、徒歩15分。
- 都営バス「上58」系統（早稲田～上野松坂屋）で、「千石二丁目」バス停下車後、徒歩3分。

## 周辺
- 文京区立第十中学校 - 敷地が隣接かつ、主な進学先。
- 文京区立千石公園
- 文京区大原地域活動センター
- 東大総合研究博物館小石川分館